# 武契特尔恩市镇
武契特尔恩市镇（羅馬化：Opština Vučitrn），是科索沃米特羅維察區的一个市镇，行政中心为武契特爾恩。市镇总面积为345平方公里，人口数量为69,870人（2011年）。